# Динскаја
Динскаја (рус. Динская) насељено је место руралног типа (станица) на југозападу европског дела Руске Федерације. Налази се у централном делу Краснодарске покрајине и административно припада њеном Динском рејону чији је уједно и административни центар.
Према подацима националне статистичке службе РФ за 2010, станица је имала 34.848 становника и треће је по величини село на тлу Русије (после станица Каневскаја и Лењинградскаја).

## Географија
Станица Динскаја се налази у централном делу Краснодарске покрајине на неких 30 километара североисточно од покрајинског центра Краснодара. Село лежи у јужном делу Кубањско-приазовске степе на надморској висини од око 40 m, на обали реке Кочети (притоке Кирпилија).
Кроз насеље пролази деоница железничке пруге Краснодар−Тихорецк, односно национални аутопут М4 „Дон” који повезује Новоросијск са Москвом.

## Историја
Село Динско основано је 1794. као једно од првих 40 насеља основаних од стране Кубањских Козака на подручју Кубања, а име је добило по истоименом насеља које су на Дњепру основали пресељеници са Дона (па отуда Донски, односно Дински). Насеље се првобитно налазило неколико километара јужније, на десној обали Кубања, али је већ 1807. пресељено на данашњи локалитет. Садашње име и статус добија 1842. године.
Године 1888. кроз село је прошла железничка пруга која повезује Краснодар (тада Јекатеринодар) са Тихорецком.

## Демографија
Према подацима са пописа становништва 2010. у селу је живело 34.848 становника.
| 1959.  | 1970.  | 1979.  | 1989.  | 2002.  | 2010.  |
| ------ | ------ | ------ | ------ | ------ | ------ |
| 11.180 | 22.393 | 26.518 | 30.873 | 34.132 | 34.848 |